# Jistec
Jistec je malá vesnice,  část obce Vráž v okrese Písek v Jihočeském kraji. Leží asi deset kilometrů severně od Písku na řece Otavě. V roce 2011 zde trvale žil tři obyvatelé. V lokalitě je několik starých chalup a statků. Dále jsou oba svahy obsypány chatkami. Nejbližšími osadami jsou Dědovice na levé straně a Louka na straně pravé. Z obou stran vedou k Jistci silnice, protože zde kdysi býval přívoz a dokonce se plánovalo i přemostění.
Před zbudováním Orlické přehrady zde býval na levé straně jez s mlýnem. Ten je nyní zatopen, protože rozliv Orlické přehrady sahá po Otavě až někam ke katastrům Vojníkov, Čížová (Borečnice).
Po levém břehu vede dříve hojně navštěvovaná Sedláčkova stezka, spojující Písek a Zvíkov.

## Historie
První písemná zmínka o vesnici pochází z roku 1770.

## Obyvatelstvo
| Rok            | 1869 | 1880 | 1890 | 1900 | 1910 | 1921 | 1930 | 1950 | 1961 | 1970 | 1980 | 1991 | 2001 | 2011 | 2021 |
| -------------- | ---- | ---- | ---- | ---- | ---- | ---- | ---- | ---- | ---- | ---- | ---- | ---- | ---- | ---- | ---- |
| Počet obyvatel | 65   | 32   | 24   | 27   | 15   | 12   | 14   | 9    | 4    | 6    | 1    | 0    | 0    | 3    | 0    |
| Počet domů     | 6    | 6    | 5    | 5    | 3    | 2    | 3    | 3    | 2    | 2    | 1    | 2    | 2    | 2    | 2    |

## Pamětihodnosti
- Kaple zasvěcená Panně Marii se nachází v lese, zhruba půl kilometru u cesty nad lomem, za chatovou osadou Lísek, směrem k Dědovicům. Vede tam cyklostezka 1225.[6]

## Galerie

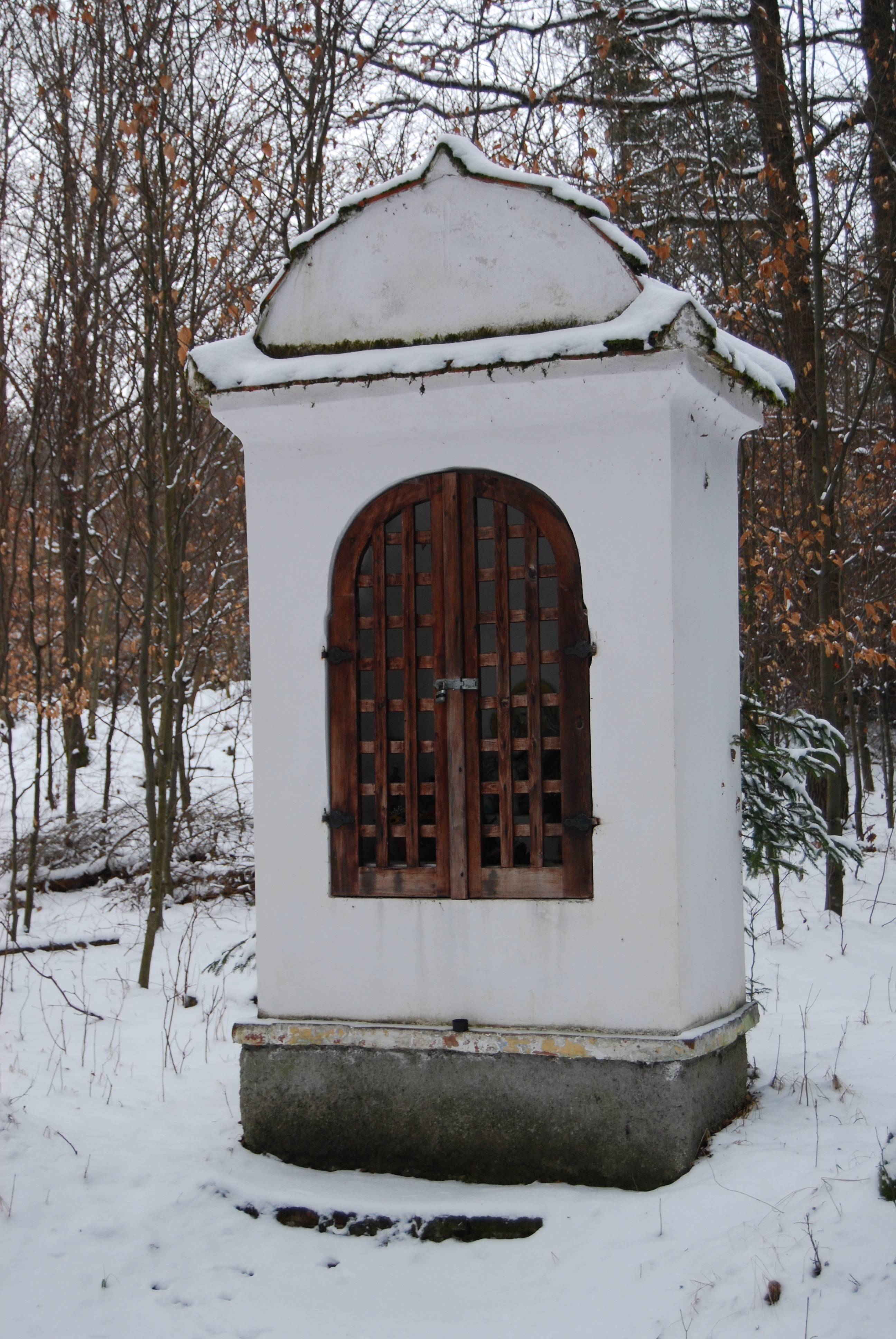
Kaple Panny Marie
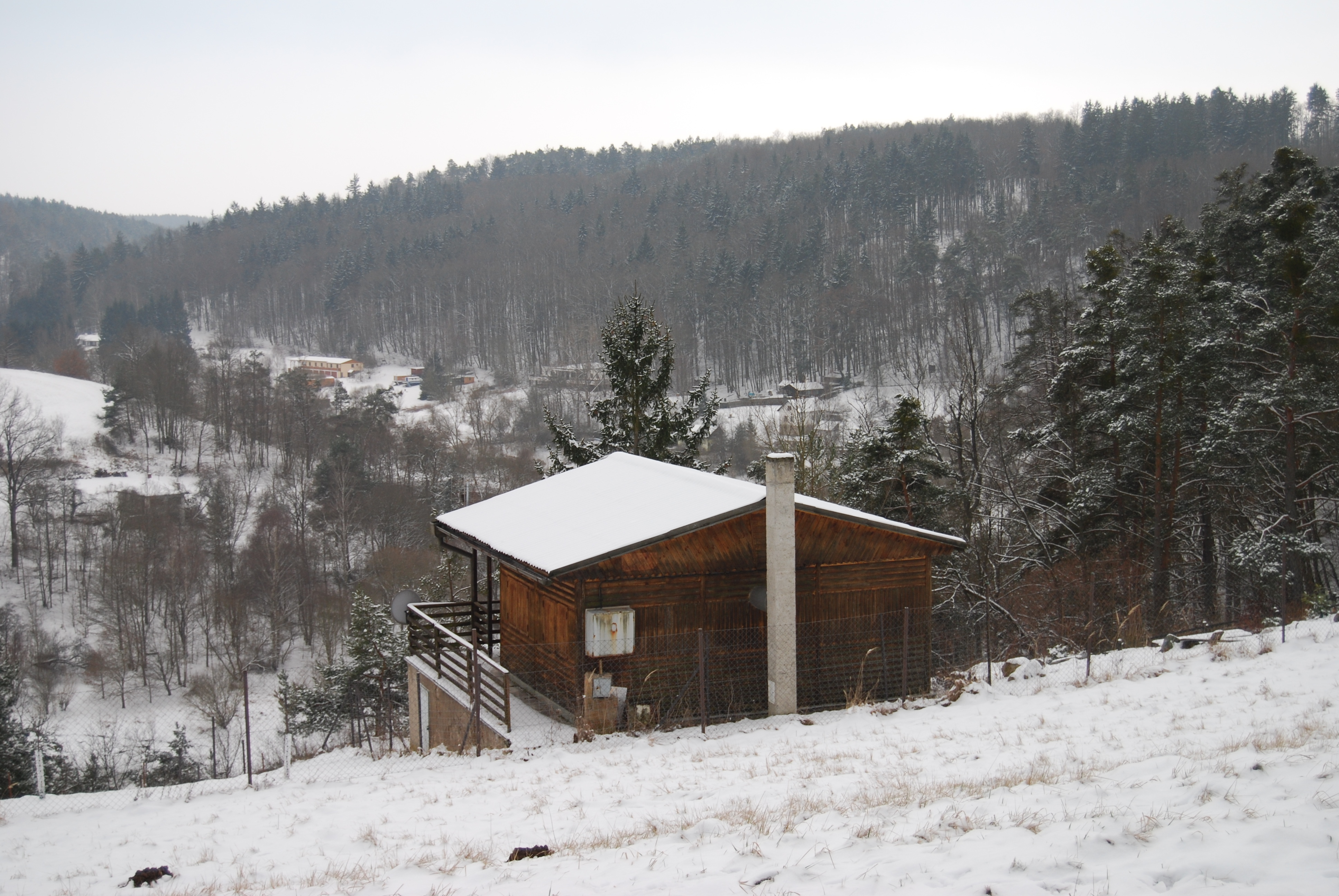
Pohled z chatové osady
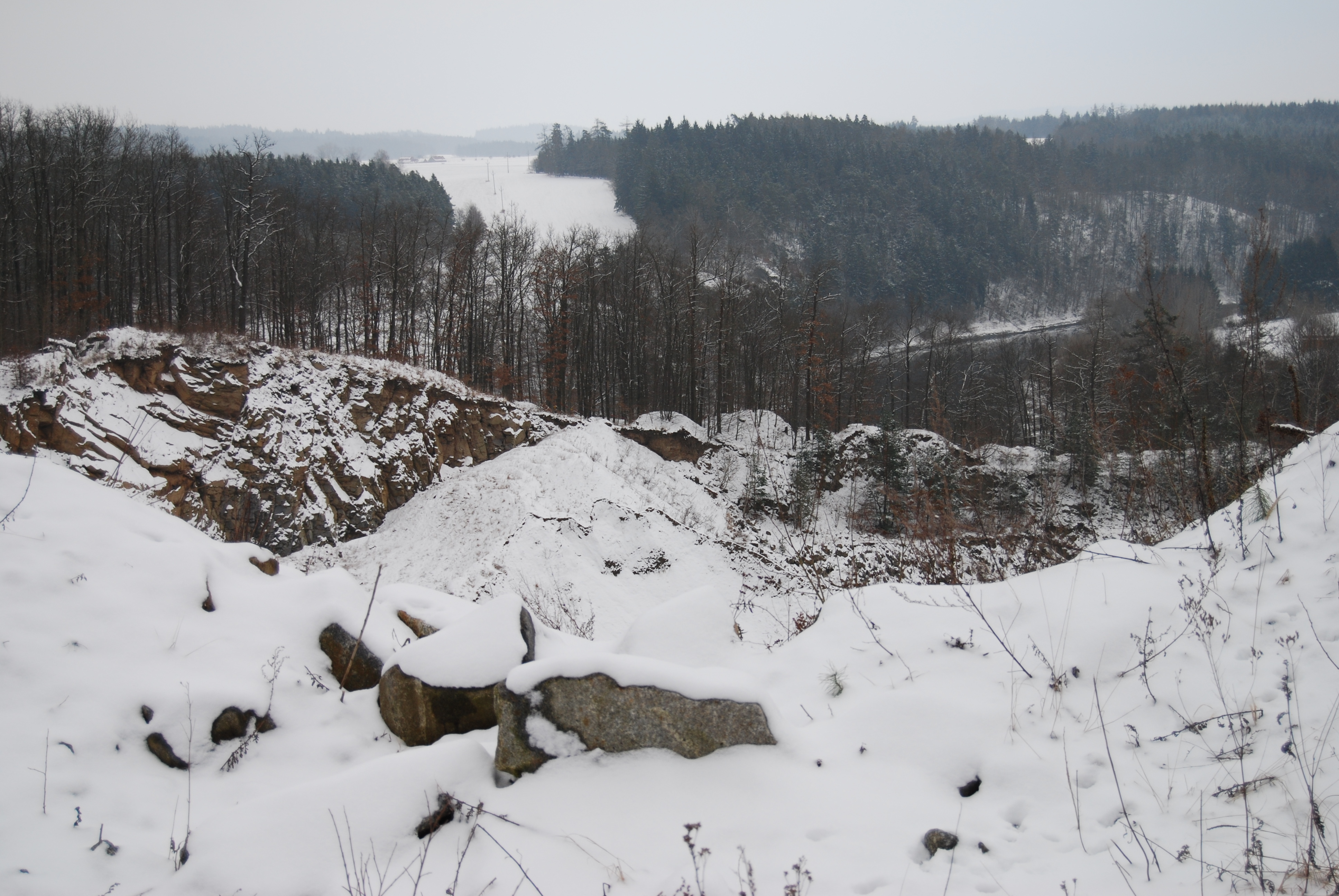
Pohled z místního lomu